# Bosse Andersson (musiker)
Bosse Andersson, född 1944, är en svensk sångare och trumpetare. Han har varit medlem i sånggrupperna Spiralerna, Män, Kvinnor & Sång, Sånggruppen EBBA och Gals and Pals andra generationen. Idag (2012) är Bosse Andersson kapellmästare för Ballroom Big Band.